# Río Lonquimay
El río Lonquimay es un curso natural de agua que nace al este del lago Conguillío fluye en dirección NE hasta desembocar en los inicios del río Biobío.

## Trayecto
El río Lonquimay se desarrolla entre la cordillera de las Raíces y la cordillera de Pedregoso ayudado por los ríos El Naranjo y Punta Negra, este último se alimenta de las aguas que bajan de la Sierra Nevada (Araucanía) y se conecta al Lonquimay por la ribera izquierda. El Naranjo fluye desde el norte y se junta al Lonquimay cuando este ya ha dejado tras de sí a la ciudad de Lonquimay y se prepara para conectarse al Biobío por un valle amplio y profundo.: 424 

## Caudal y régimen
La subcuenca alta del Biobío que comprende desde los orígenes del río hasta antes de la junta con el río Lirquén, incluyendo el río Lonquimay tiene un régimen pluvio–nival con grandes crecidas en julio y noviembre, producto de precipitaciones y deshielos respectivamente. El período de estiaje ocurre en el trimestre enero, febrero, marzo, debido a que las precipitaciones son bastante bajas y al uso de agua para el riego.: 91 

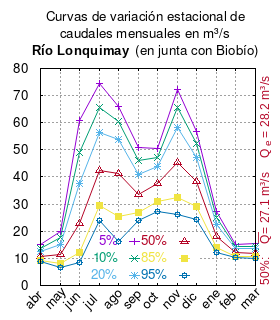
Curvas de variación estacional del río Lonquimay antes de su junta con el Biobío.

El caudal del río (en un lugar fijo) varía en el tiempo, por lo que existen varias formas de representarlo. Una de ellas son las curvas de variación estacional que, tras largos periodos de mediciones, predicen estadísticamente el caudal mínimo que lleva el río con una probabilidad dada, llamada probabilidad de excedencia. La curva de color rojo ocre (con {\displaystyle {\color {Red}\vartriangle }}) muestra los caudales mensuales con probabilidad de excedencia de un 50%. Esto quiere decir que ese mes se han medido igual cantidad de caudales mayores que caudales menores a esa cantidad. Eso es la mediana (estadística), que se denota Qe, de la serie de caudales de ese mes. La media (estadística) es el promedio matemático de los caudales de ese mes y se denota {\displaystyle {\overline {Q}}}. 
Una vez calculados para cada mes, ambos valores son calculados para todo el año y pueden ser leídos en la columna vertical al lado derecho del diagrama. El significado de la probabilidad de excedencia del 5% es que, estadísticamente, el caudal es mayor solo una vez cada 20 años, el de 10% una vez cada 10 años, el de 20% una vez cada 5 años, el de 85% quince veces cada 16 años y la de 95% diecisiete veces cada 18 años. Dicho de otra forma, el 5% es el caudal de años extremadamente lluviosos, el 95% es el caudal de años extremadamente secos. De la estación de las crecidas puede deducirse si el caudal depende de las lluvias (mayo-julio) o del derretimiento de las nieves (septiembre-enero).

## Historia
Luis Risopatrón lo describe en su Diccionario Jeográfico de Chile de 1924:
Lonquimai (Rio). Recibe las aguas de las faldas E de la sierra Nevada i de la de cordillera de Las Raices, corre hácia el NE y se vácia en la márjen W del curso superior del río Biobío a corta distancia al S de la desembocadura del río Rahue: en su valle se ha fundado la Villa Portales (1898) i una colonia nacional, con emigrados de la República Arjentina (1896).
En las cercanía ocurrieron los sucesos llamados masacre de Ránquil.